# Tierras del Burgo
Tierras del Burgo es una comarca situada en el oeste de la provincia de Soria (Castilla y León, España). Tiene su origen en el partido judicial de El Burgo de Osma, de treinta y tres municipios, al cual se le descuentan los municipios pertenecientes a la comarca de Pinares y se le añaden Calatañazor, porque no pertenece a la comarca de Frentes, y Rioseco de Soria, porque no es de la comarca de Almazán.

## Municipios
Comprende un total de veintinueve municipios:

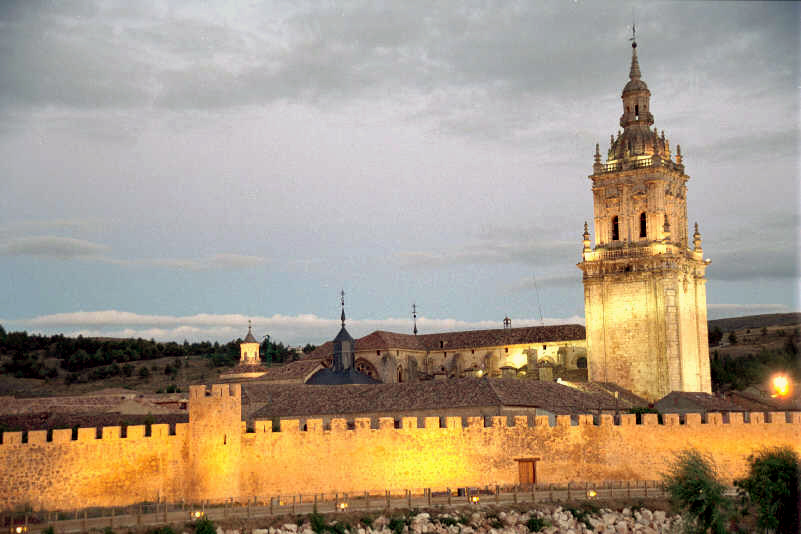
Vista nocturna de la catedral y murallas del Burgo de Osma.

- Alcubilla de Avellaneda
- Blacos
- Burgo de Osma
- Calatañazor
- Caracena
- Carrascosa de Abajo
- Castillejo de Robledo
- Espeja de San Marcelino
- Espejón
- Fresno de Caracena
- Fuentearmegil
- Fuentecambrón
- Gormaz
- Langa de Duero
- Liceras
- Miño de San Esteban
- Montejo de Tiermes
- Nafría de Ucero
- Quintanas de Gormaz
- Recuerda
- Retortillo de Soria
- Rioseco de Soria
- San Esteban de Gormaz
- Santa María de las Hoyas
- Torreblacos
- Ucero
- Valdemaluque
- Valdenebro
- Villanueva de Gormaz

## Geografía
Limita por el norte con la sierra de Costalago, que la separa de la comarca de Sierra de la Demanda; esa misma sierra, el Cañón del río Lobos, un sector del río Chico y las estribaciones de la sierra de Cabrejas, que la separan de Pinares; por el sur con la sierra de Pela, que la separa de la comarca de la Serranía de Guadalajara (provincia de Guadalajara); por el este con la sierra de Inodejo, que la separa de la comarca de Frentes, y con el valle del río Sequillo, un sector del Duero y el altiplano de la Lastra, que la separan de la de Berlanga; y por el oeste con el valle medio y bajo del río Arandilla, que la separa de la comarca de Ribera del Duero (provincia de Burgos) y los de los ríos Riaza y Aguisejo, que la separan de Tierras de Ayllón (provincia de Segovia).
El territorio es  atravesado por el río Duero de este a oeste por su zona central; otro río que lo atraviesa, afluente de éste por el norte, es el Ucero, al cual afluye a su vez el río Abión, que riega el oeste de la comarca. Por el sur encontramos ríos que también confluyen en el Duero, como el Caracena.
Las mayores localidades son El Burgo de Osma-Ciudad de Osma y San Esteban de Gormaz. Comprende una zona con Denominación de Origen Ribera del Duero.

### Comunicaciones
Pasan por la comarca las carreteras  N-122 ,  N-110  y  CL-116 , como vías más destacadas; así como la autovía del Duero  A-11 .

### Vegetación y fauna
En esta zona, además de los campos de cultivo de secano extensivo y los regadíos dedicados a la hortofruticultura y la vid, hallamos bosques galería de gran porte en el Duero y cultivos de choperas de producción, aunque hay otros cursos fluviales que poseen también bosques galería; en ríos como el Ucero, plantas acuáticas como los nenúfares, los juncos y los apios rastreros, o en la dehesa boyal de Santa María de las Hoyas, los cárices y los musgos de turbera; árboles como el roble rebollo (localmente), la sabina albar, el pino laricio, la encina y el quejigo (este último no muy abundante), el pino albar (en el pinar de Losana), el enebro; comunidades arbustivas como los brezales, tomillares, piornales, bojedas y madreselvas; y plantas como las orquídeas (en el pinar de Losana) y los lirios rastreros. En cuanto a fauna, hallamos especies como la nutria, el caballito del diablo, la boga del Duero, la bermejuela, la lamprehuela, el sapillo pintojo y el murciélago ratonero gris en las riberas de los ríos; el lobo, presente esporádicamente en el sur de la comarca y situado por tanto en los límites de su área de distribución; la mariposa Apolo; la lagartija roquera; la culebra lisa europea; el murciélago ratonero forestal y el murciélago de bosque (en sabinares de la sierra de Cabrejas como el de Calatañazor); el murciélago grande de herradura; el murciélago ratonero pardo; el murciélago pequeño de herradura; el murciélago de montaña, el alimoche, el buitre leonado, el águila real, el halcón peregrino, la chova piquirroja y la curruca rabilarga (en el Cañón del río Lobos); el lagarto verdinegro; el gato montés, la jineta, el turón, el murciélago enano y la rana común (en los encinares de Tiermes); y las aves esteparias (en zonas del sur del territorio).
En este sentido, en Tierras del Burgo ubicamos zonas incluidas en la Red Natura 2000 por estar en los siguientes LIC y ZEPA: LIC Riberas del Río Duero y afluentes, Sierra de Ayllón, Sabinares Sierra de Cabrejas, Pinar de Losana y Encinares de Tiermes, y LIC y ZEPA Cañón del río Lobos y Altos de Barahona. También encontramos otros espacios naturales como la Torca de Fuencaliente.

## Patrimonio
Su patrimonio se ve reflejado en estos Bienes de Interés Cultural: en Montejo de Tiermes, el yacimiento arqueológico de Tiermes, el arte rupestre y la ermita de Santa María de Tiermes; en Fuentearmegil, la villa romana de Los Villares; en Atauta, las bodegas de El Plantío; en San Esteban de Gormaz, la iglesia de la Virgen del Rivero, la iglesia de San Miguel, el conjunto histórico de la villa, el castillo y el arte rupestre; en Gormaz, el castillo y la ermita de San Miguel; en Berzosa, la iglesia de San Martín; en Valdenarros, la iglesia parroquial de Santa María Magdalena; en Caracena, el conjunto histórico de la villa, el rollo de justicia, la atalaya, el castillo, la iglesia de San Pedro y el yacimiento del Bronce final de Los Tolmos; en Ucero, la ermita de San Bartolomé, la necrópolis y villa romana de San Martín, el castillo y el arte rupestre; en Rejas de San Esteban, el conjunto histórico de la villa y la iglesia de San Martín; en la Ciudad de Osma, la atalaya de Uxama, la de El Enebral, las ruinas romanas de Uxama, el rollo de la Dehesa, el del Palomar y el castillo; en El Burgo de Osma, la atalaya Sur del Burgo, el antiguo Hospital de San Agustín, la catedral y el conjunto histórico de la ciudad; en Calatañazor, el rollo de justicia, el castillo y el conjunto histórico de la villa; en Rioseco de Soria, el de Rioseco y la villa romana de Los Quintanares; en Vildé, la atalaya de Navapalos y el monumento funerario romano; en Tarancueña, el yacimiento Villa romana de Huerta del Río; en Castillejo de Robledo, el castillo y la iglesia; en Langa de Duero, el castillo "El Cubo" y el conjunto histórico del pueblo; en Alcubilla del Marqués, la torre; en Mosarejos, la atalaya; en Nograles, la de Nograles; en Quintanilla de Tres Barrios, la de Quintanilla; en Ligos, el arte rupestre y la iglesia de San Juan Bautista; en Valvenedizo, el arte rupestre; en Retortillo de Soria, el de Retortillo; en Castro, el de Castro; y en Pedro, la ermita de la Virgen del Val.